# Аттавапискат
Аттавапи́скат (англ. Attawapiskat River) — река на северо-востоке провинции Онтарио (Канада). Средний расход воды — 626 м³/с.

## География
Река берёт начало в одноимённом озере. Течет в восточном направлении и впадает в пролив Акимиски, отделяющий лежащий в заливе Джеймс остров Акимиски от материковой части Канады. Длина реки Аттавапискат составляет 748 км, площадь бассейна равна 50 200 км².
Крупнейшие притоки — Миссиса (правый), Мюкетей (левый).
Участок реки от озера Аттавапискат до места впадения реки Мюкетей входит в состав провинциального парка Отоскуин/Аттавапискат Ривер (Otoskwin/Attawapiskat River Provincial Park).
Болота и водоёмы вокруг реки имеют важное значение для перелётных водоплавающих птиц, особенно для многочисленных уток и гусей.

## Геология
Менее чем в ста километрах от устья реки находится группа из высоких известняковых островов, которым каноисты дали прозвище «именинные торты». Скальные образования уникальны для данного региона. Слово из языка кри, chat-a-wa-pis-shkag, относящееся к этим островам, дало имя реке. Большую часть своего пути река несудоходна и доступна только для каноэ

## Хозяйственное использование
Небольшой одноимённый посёлок, населённый индейцами кри, находится в устье реки. 26 июня 2008 года компания De Beers открыла шахту Victor Diamond Mine на кемберлитовом поле Аттавапискат в 90 км к западу от посёлка, близ реки Аттавапискат. Компания рассчитывает добывать здесь 600 тысяч карат (120 кг) алмазов в год.
Несмотря на отдалённость реки, в летнее время развито любительское рыболовство на судака и щуку.